# Talavera, Lleida
Talavera là một đô thị trong tỉnh Lleida, cộng đồng tự trị Cataluña Tây Ban Nha. Đô thị Talavera (Lleida) có diện tích là 30,1 ki-lô-mét vuông, dân số năm 2009 là 302 người với mật độ 10,3 người/km². Đô thị Talavera (Lleida) có cự ly km so với tỉnh lỵ Lleida.